# I'm Just Ken
«I'm Just Ken» — пісня, написана та спродюсована Марком Ронсоном та Ендрю Ваяттом і виконана Раяном Ґослінґом для Barbie: The Album, саундтреку до фільму «Барбі» 2023 року.

## Передумови
«I'm Just Ken» описують як сентиментальну «потужну баладу у стилі 80-х». Напередодні виходу фільму на екрани маркетингові та рекламні матеріали часто містили слоган: «Вона — це все. Він — просто Кен», що є алюзією на пісню.

## Створення
«I'm Just Ken» була однією з перших пісень, написаних для альбому Barbie: The Album, разом з «Dance the Night» Дуа Ліпи. Продюсер Марк Ронсон надихнувся на написання балади після того, як прочитав сценарій «Барбі» і перейнявся симпатією до персонажа Кена.
| | У мене миттєво виникла ідея для цього тексту: „Я просто Кен, а деінде я був би на десятку”. Це здалося мені смішним. Я відчував себе трохи емо, як цей бідолаха. Він такий гарячий, але не може зрозуміти, котра година дня. |
| — Марк Ронсон про написання пісні «I'm Just Ken» для Barbie: The Album, Оригінальний текст (англ.) I instantly had this idea for this lyric: "I'm just Ken / Anywhere else I'd be a 10." It just seemed funny. It felt a little bit emo, like, this poor guy. He’s so hot, but can’t get the time of day. | |

Ронсон записав демо-запис «I'm Just Ken» і надіслав його режисерці Ґреті Ґервіґ, хоча й не сподівався, що пісня увійде до фільму. Однак Ґервіґ сподобалася пісня і вона ввімкнула її для Раяна Ґослінґа, який грає Кена. Ґослінґ заявив, що вона його «глибоко зачепила», і запитав, чи може він виконати її у фільмі. Ґервіґ довелося переписати важливу сцену у фільмі, щоб вписати нове доповнення.
Колега Ронсона і продюсер саундтреку Ендрю Ваятт написав решту пісні, перш ніж Ронсон полетів до Лондона, щоб записати вокал з Ґослінґом. В інтерв'ю Vulture Ронсон зазначив: «У студії з Раяном, саме його виконання підняло все це на ноги. Всі ці рядки, які здавалися трохи несерйозними, у його виконанні раптом набули набагато більшого значення. Я знав, що він хороший співак, але оскільки я ніколи не робив нічого подібного раніше, я не врахував, що він насправді привнесе у виступ емоційно». На запис треку у Ґослінґа було лише три години.
Після того, як Ґослінґ записав свій вокал, Ронсон надіслав трек гітаристу Guns N' Roses Слешу, який визнав його «крутим» і погодився зіграти в ньому на гітарі. Вольфганг Ван Хален і Джош Фріз з Foo Fighters також зіграли в треку.

## Реліз
Напередодні виходу «Барбі» студія Warner Bros. 10 липня 2023 року випустила кліп на пісню Ґослінґа «I'm Just Ken» у виконанні актора.

## Персонал
Усі авторські права взяті з анотації до CD Barbie: The Album.
- Марк Ронсон — автор пісень, продюсер, бас-гітара, синтезатор
- Ендрю Вайатт — автор пісень, продюсер, синтезатори, бек-вокал, аранжування хору
- Брати Пікард — додаткове продюсування
- Слеш — соло-гітара, ритм-гітара
- Вольфганг Ван Хален — ритм-гітара
- Джош Фріз — ударні
- Майк Річіуті — фортепіано
- Роджер Меннінг — синтезатори
- Брендон Бост — програмування, інженерія
- Джефф Фостер — інженер звукозапису чоловічого хору
- Пітер Коббін — звукорежисер, інженер звукозапису жіночого хору
- Кірсті Воллі — звукорежисер, інженер запису жіночого хору
- Деніел Хейден — Рекордмейкер Pro Tools
- Алекс Венгер — запис оркестру, інженер звукозапису фортепіано
- Метт Данклі — оркестрове аранжування
- Бен Перрі — хормейстер
- Рікі Деміан — інженерія
- Джейк Фергюсон — асистент інженера
- Майк Клінк — Запис Слеша
- Том Елмхерст — міксування
- Адам Хонг — інженерія для міксу

## Чарти
| Чарт (2023)                               | Найвища позиція |
| ----------------------------------------- | --------------- |
| Ireland (IRMA)                            | 25              |
| New Zealand (Recorded Music NZ)           | 25              |
| Велика Британія (Official Charts Company) | 25              |